# La Sirène de Bâton Rouge
Pour plus de détails, voir Fiche technique et Distribution.
La Sirène de Bâton Rouge (The Gambler from Natchez) est un film américain réalisé par Henry Levin et sorti en 1954.

## Synopsis
Un jeune capitaine de retour de la vie militaire découvre que son père, joueur professionnel, a été tué. La version officielle veut qu’il soit mort des coups d’un joueur amateur qui l’a surpris en trichant. L’étonnement du fils, qui proteste contre l’honnêteté du père, ne suffit pas à faire avancer la police pour une enquête plus approfondie, d’autant plus qu’elle dispose de preuves. Le capitaine aidé d'un propriétaire de bateau et sa fille va essayer de réhabiliter le nom de son père.

## Fiche technique
- Titre : La Sirène de Bâton Rouge (Natchez)
- Titre original : The Gambler from Natchez
- Réalisation : Henry Levin
- Producteur : Leonard Goldstein
- Sociétés de production : Panoramic Productions
- Société de distribution : Twentieth Century Fox
- Scénario : Gerald Drayson Adams et Irving Wallace d'après une histoire de Gerald Drayson Adams
- Musique : Lionel Newman (non crédité)
- Directeur de la photographie : Lloyd Ahern
- Montage : William B. Murphy
- Direction artistique : Leland Fuller
- Décorateur de plateau : Chester L. Bayhi
- Costumes : Travilla
- Pays d'origine :  États-Unis
- Langue : Anglais
- Format : couleur (Technicolor) - 35 mm - 1,66:1 - Son : Mono (Western Electric Recording)
- Genre : Film d'aventure
- Durée : 88 minutes
- Date de sortie :
  - États-Unis : 4 août 1954

## Distribution
- Dale Robertson : Capitaine Vance Colby
- Debra Paget : Melanie Barbee
- Thomas Gomez : Capitaine Antoine Barbee
- Lisa Daniels : Yvette Rivage
- Kevin McCarthy : André Rivage
- Douglas Dick : Claude St. Germaine
- John Wengraf : Nicholas Cadiz
- Donald Randolph : Pierre Bonet
- Henri Letondal : Robert Renard
- Jay Novello : René Garonne
- Woody Strode : Josh
- Parley Baer : Capitaine de bateau (non crédité)
- Juanita Moore : Femme de ménage (non créditée)